# سد میرزاخانلو ۲
 سد میرزاخانلو ۲  یکی از سدهای در حال بهره برداری استان زنجان است.